# Francisca Celsa dos Santos
Francisca Celsa dos Santos (ur. 21 października 1904 w Cascavel, zm. 5 października 2021) – brazylijska superstulatka.  W chwili śmierci była najstarszą żyjącą osobą w Brazylii, najstarszą w historii tego kraju, której wiek został zweryfikowany przez Gerontology Research Group i trzecią pod względem wieku żyjącą osobą na świecie za Japonką Kane Tanaką i Francuzką Lucile Randon.

## Życiorys
Francisca Celsa dos Santos urodziła się w Cascavel, Ceará w Brazylii, 21 października 1904 roku (sama podawała datę 22 października). Jej rodzicami byli Raimundo Gertrudes dos Santos i Maria Antonia do Espirito Santo. W dzieciństwie pracowała przy pracach domowych, a później jako sprzedawczyni koronek (materiałów do szycia). Na krótko przed 1935 rokiem wyszła za mąż za Raimundo Celso (1905-1979). Mieli sześcioro dzieci. Przed narodzinami jej ostatniego dziecka, 31 lipca 1948 r., para udała się do urzędu stanu cywilnego Pacajusa, aby oficjalnie wziąć ślub. Mieszkała w mieście Pacajus przez wiele lat po ślubie.
Krótko po śmierci męża, 4 września 1979, Francisca przeniosła się do Messejana (obszar metropolitalny Fortalezy), aby zamieszkać z córką Marią Nazete. W wieku 85 lat zdiagnozowano u niej złośliwy guz. Według słów córki w chorobie polegali na wierze i na różańcu, a chorobę leczyli domowymi sposobami i nie chodzili do lekarzy. Od listopada 2019 opiekowała się nią jedna z jej trzech córek, Nazete Monteiro (w 2019 w wieku 73 lat). Według jej córki nie przyjmowała żadnych leków i rzadko chorowała. Stan zdrowotny Franciscy był na bieżąco monitorowany przez jej wnuka, dr. Luziney Monteiro. Jej wnuczka, Fransilvia, była jej opiekunką do śmierci. Od 2012 do śmierci poruszała się na wózku.
Francisca Celsa dos Santos mieszkała w Messejana, Fortaleza, Ceara w Brazylii. Jej wiek został zweryfikowany przez GRG 9 lipca 2020. Zmarła w wieku 116 lat i 349 dni. 2 dni przed śmiercią wyrównała wiek 
Marii Capovilli, a następnego dnia stała się najstarszą osobą z Ameryki Południowej w historii.